# Clase Valiant
La clase Valiant fue una clase de submarinos de flota de propulsión nuclear en servicio con la Marina Real Británica desde mediados de la década de 1960 hasta 1994. Fueron los primeros submarinos de flota nuclear completamente británicos; el anterior, HMS Dreadnought, utilizó un reactor nuclear estadounidense. Solo hubo dos barcos en esta serie, el primero, Valiant (buque insignia) comisionado en 1966 tres años después del Dreadnought, y el Warspite al año siguiente. Ambos fueron construidos por Vickers en Barrow-in-Furness. Fueron sustituidos por submarinos de la clase clase Churchill.

## Unidades
- HMS Valiant (S102) (1966-1994)
- HMS Warspite (S103) (1967-1991)